# Claude de Saint-Vincent
Claude de Saint-Vincent, né le 9 novembre 1952 à Neuilly-sur-Seine, est un éditeur français. Il est le directeur général du groupe Média participations, qui regroupe entre autres Dargaud, Dupuis et Le Lombard.

## Biographie
Ancien élève d'HEC, Claude de Saint-Vincent a travaillé pour Sisley, une société de cosmétiques fondée par son père Roland de Saint-Vincent, avant de devenir directeur marketing chez Air France. Il a ensuite rejoint la chaîne la Sept, ancêtre d’Arte, avant d'être recruté par un chasseur de têtes pour le groupe d'édition Média participations où il arrive en 1991.
Afin de compenser la perte du fonds Astérix en 1998, qui constituait un tiers du chiffre d'affaires de Dargaud, il rachète les éditions Blake et Mortimer et Lucky Productions pour relancer leurs franchises .
En 2004, il devient également administrateur délégué des éditions Dupuis.

## Décorations
- Officier de l'Ordre national du mérite[4]
- Chevalier de l'Ordre des Arts et des Lettres[5]